# رسوب

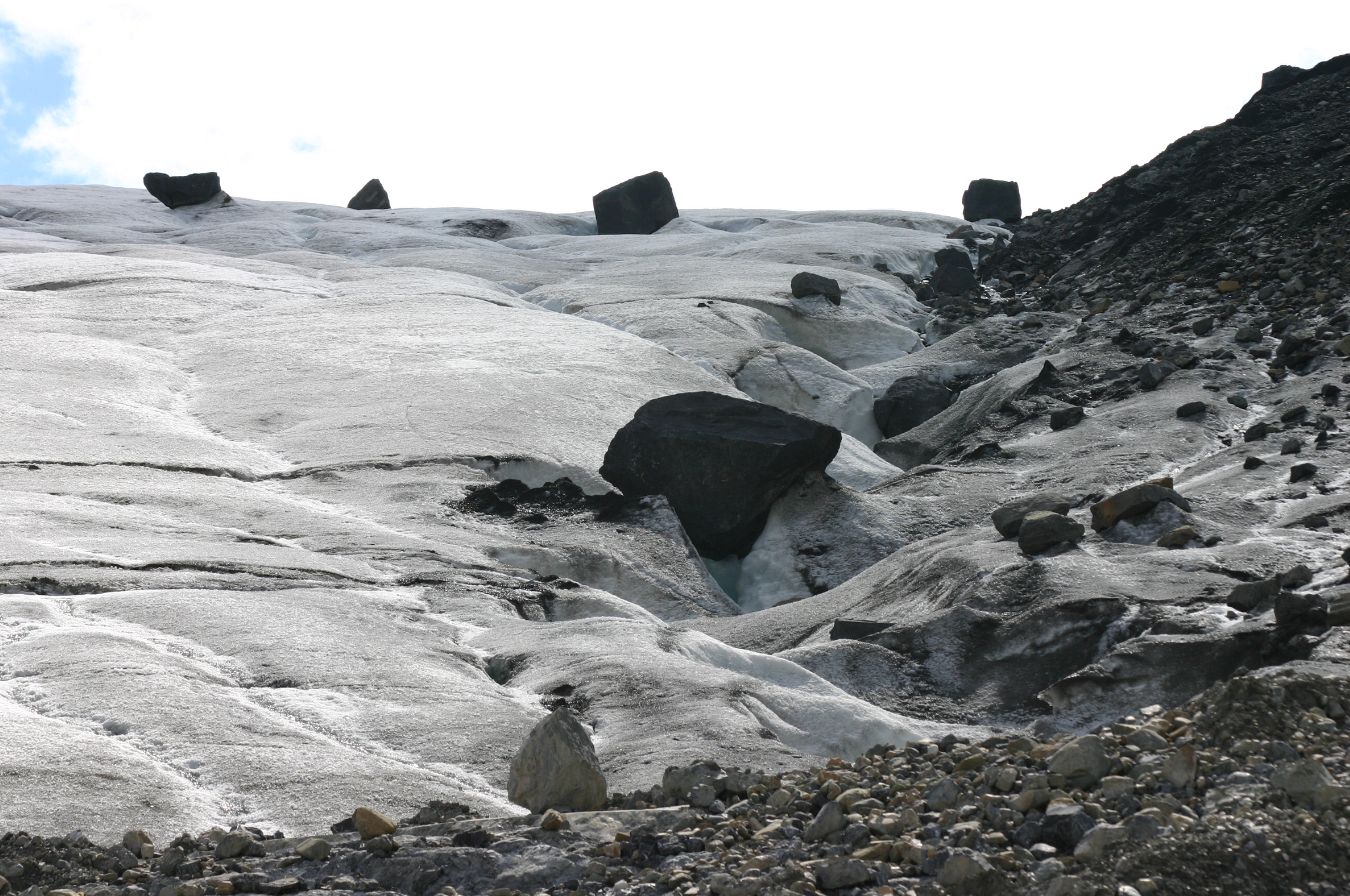
انتقال یخچالی تخته‌سنگ‌ها: این تخته‌سنگ‌هاباعقب‌نشینی یخچال طبیعی، نهشته می‌شوند.

رسوب یا ته‌نشست به هر ذره‌ای که توسط جریان سیال، منتقل شده و سرانجام نهشته (deposit) شود، گفته می‌شود. رسوب‌ها در بیش‌تر مواقع توسط آب (فرایندهای رودخانه‌ای)، باد (فرایندهای بادی) و یخچال‌های طبیعی منتقل می‌شوند. نهشته‌های شن‌های ساحل و مجرای رودخانه‌ها نمونه‌هایی از انتقال و نهشتگی رودخانه‌ای هستند، هرچند که رسوبات، اغلب بیرون از آب ساکن یا آرام دریاچه‌ها و اقیانوس‌ها، ته‌نشین می‌شود. تپه‌های شنی بیابان و لس‌ها نمونه‌هایی از انتقال بادی و نهشتگی هستند. نهشته‌های سنگ‌های یخچالی و یخرفت، هم نمونه‌هایی از رسوب‌های منتقل‌شدهٔ یخی هستند.

## خاک‌های رسوبی
خاک‌های رسوبی از انواع خاک‌های موجود در ایران می‌باشند که مواد تشکیل دهندهٔ این نوع از خاک‌ها، ته نشست رودخانه‌ای است. انواع خاک‌های رسوبی عبارتند از خاک‌های رسوبی بافت ریز و خاک‌های رسوبی بافت درشت.

### خاک‌های رسوبی بافت ریز
خاک‌های رسوبی بافت ریز از انواع خاک‌های رسوبی می‌باشد که این نوع از خاک‌ها به صورت لایه لایه هستند و در بعضی موارد برخی از افق‌های نیمرخ دارای مواد آلی است. وجود این مواد دلیل بر این است که این خاک مواد آلی دار قدیمی در زیر خاک جدیدتری مدفون گشته‌است. این خاک‌ها دارای مقدار زیادی کربنات کلسیم است و ممکن است خاک رسوبی، شور نیز باشد.

#### خاک‌های رسوبی بافت درشت
خاک‌های رسوبی بافت درشت از دیگر انواع خاک‌های رسوبی می‌باشند و این خاک‌ها دارای کم و بیش سنگریزه‌های گوشه‌دار هستند. این نوع خاک معمولاً شور نیست مگر در مواردی که رسوب‌ها از مارنهای آهکی نمکی و گچی به وجود آمده باشد.

## رسوب در تأسیسات
زمانی که از آب به عنوان یک سیال حرارتی استفاده می‌شود، املاح و سختی موجود در آب بر اثر شوک دما جدا شده و بر روی سطوح نشست می‌کنند. این رسوبات از مهم‌ترین عوامل فرسایش و خوردگی در تأسیسات حرارتی و برودتی هستند. در کنار فرسایش و خوردگی تجهیزات، وجود رسوبات مقدار قابل توجهی از انرژی را نیز به دلیل عدم تبادل حرارت به هدر داده و راندمان تأسیسات را می‌کاهد. اثر رسوب بر اتلاف انرژی موضوعی است که امروزه بیشتر مورد توجه قرار گرفته‌است به طوری‌که سالیانه ۴۵ میلیارد دلار هزینه اتلاف انرژی ناشی از رسوب در تمامی کشورها تخمین زده می‌شود که این رقم معادل ۰٫۲٪ تولید خالص کل جهان است.
در روش‌های سنتی و قدیمی کاهش رسوب‌گذاری تنها با حذف عامل رسوب‌گذار به روش سختی‌گیر رزینی میسر بوده، اما در روشهای جدید مبنی برصرفه جویی انرژی، به‌کارگیری سیگنال‌های رادیویی در جهت کنترل (و نه حذف) سختی آب در دستور کار قرار می‌گیرد؛ یعنی امواج رادیویی بی‌ضرر آب سخت در مقابل رسوب‌گذاری مهار نموده و از سختی آب در جهت رسوب زدایی رسوبات قدیمی استفاده می‌شود.